# ادی ویاتور
ادی ویاتور (فرانسوی: Eddy Viator‎؛ زادهٔ ۲ ژوئن ۱۹۸۲) بازیکن فوتبال اهل فرانسه است.
از باشگاه‌هایی که در آن بازی کرده‌است می‌توان به باشگاه فوتبال تورنتو، باشگاه ورزشی آمیان، و باشگاه فوتبال تامپینس روفرز اشاره کرد.
وی همچنین در تیم ملی فوتبال گوادلوپ بازی کرده‌است.